# 韦斯特克利夫 (科罗拉多州)
韦斯特克利夫（英語：Westcliffe），是美国科罗拉多州卡斯特县下属的一座城市。建市于1887年11月21日，面积大约为1.237平方英里（3.203平方公里）。根据2010年美国人口普查，该市有人口568人。2011年估计该市有人口563人，相比2010年人口增长率为-0.88%。同时，论人口该市是科罗拉多州第188大城市。